# Fenestrolaimus vestitus
Fenestrolaimus vestitus är en rundmaskart som beskrevs av Gerlach 1956. Fenestrolaimus vestitus ingår i släktet Fenestrolaimus och familjen Enoplidae. Inga underarter finns listade i Catalogue of Life.